# Ansonia mcgregori
Ansonia mcgregori es una especie de anfibios de la familia Bufonidae.

## Distribución geográfica
Es endémica de Mindanao (Filipinas).
Su hábitat natural incluye bosques tropicales o subtropicales secos, montanos secos, ríos, corrientes intermitentes de agua y nacientes.

## Estado de conservación
Está amenazada por la pérdida de su hábitat natural.